# Лутво Ахметовић
Лутво Ахметовић (Мостаћи, код Требиња, 28. јул 1914— Загреб, 3. децембар 2007) био је учесник Народноослободилачке борбе и друштвено-политички радник СФР Југославије и СР Хрватске.

## Биографија
Рођен је 28. јула 1914. године у Мостаћима код Требиња, у земљорадничкој породици. Основну школу и нижу гимназију завршио је у Требињу, а 1932. одлази у Сарајево где је до лета 1935. похађао Трговачку академију. Исте је године постао члан Комунистичке партије Југославије. Следеће године прешао је на Економско-комерцијалну високу школу у Загребу, а почетком 1937. запослио се у фабрици „Арко“.
У то је време учествовао у синдикалном и студентском револуционарном покрету. Због тога је 1936. био шест месеци под истрагом Суда за заштиту државе. Од 1937. је био функционар у Месном одбору СБОТИЧ-а, а 1938. раднички повереник. Због учешћа у организацији штрајка у децембру 1938. био је отпуштен с посла. Затим је радио у Удружењу индустријалаца циглара Хрватске у циглани „Милер“. Године 1940, постао је члан Првог рејонског комитета КПХ Центар, а после и његов секретар.
Поткрај 1941. и у 1942. био је члан и секретар Месног комитета КПХ за Загреб, а од краја 1942. до 1944. секретар Окружног комитета КПХ Покупље-Жумберак.
После рата, био је помоћник министра унутрашњих послова НР Хрватске, заступник у Сабору, директор завода за привредно планирање НРХ, секретар за индустрију НРХ, члан Извршног већа Сабора, председник његова одбора за план, посланик и председник Одбора за тржиште СИВ-а Савезне скупштине, председник Одбора за спољне послове Сабора и члан Савета за спољне послове Председништва СФРЈ. Био је члан Савета федерације. Био је члан у три састава Централног комитета КПХ, односно СКХ.
Умро је 3. децембра 2007. у Загребу, а сахрањен је на гробљу Мирогој.
Носилац је Партизанске споменице 1941. и других југословенских одликовања, међу којима су — два Ордена братства и јединства са златним венцем, Орден партизанске звезде са сребрним венцем и др.

## Литерарни рад
Уза своје друштвено и политичко деловање, Ахметовић је у разним публикацијама објавио више радова о актуелним проблемима привреде, о сећањима из свог револуционарног рада, посебно о илегалном раду у Загребу. У септембру 1979. рефератом о Загребу у НОБ-и и револуцији учествовао је у Болоњи на саветовању о оружаној борби у градовима.
Његов прилог Нека сјећања из рада у радничком покрету пред рат и у првим годинама рата објављен је у публикацији „Загреб 1941–1945.“ из 1972, а прилог Херојски Загреб 1941. у зборнику „Устаничке искре у Хрватској“ изданом 1977. године.
Аутор је књиге „Загреб у устанку и револуцији“, издане у Загребу 1966. године. Био је и један од уредника зборника „Зборник сјећања: Загреб 1941–1945“, изданог у четири тома од 1982. до 1984. године.